# Liberia ai Giochi della XXIX Olimpiade
La Liberia ha partecipato ai Giochi della XXIX Olimpiade di Pechino, svoltisi dall'8 al 24 agosto 2008, con una delegazione di 3 atleti.

## Atletica leggera
| Gara            | Atleta         | Batterie | Batterie | Quarti | Quarti | Semifinali | Semifinali | Finale | Finale |
| Gara            | Atleta         | Tempo    | Pos.     | Tempo  | Pos.   | Tempo      | Pos.       | Tempo  | Pos.   |
| --------------- | -------------- | -------- | -------- | ------ | ------ | ---------- | ---------- | ------ | ------ |
| 400 m maschili  | Siraj Williams |          |          | 47"89  | 8      |            |            |        |        |
| 200 m femminili | Kia Davis      | 24"31    | 6        |        |        |            |            |        |        |
| 400 m femminili | Kia Davis      |          |          | 53"99  | 8      |            |            |        |        |

| Prova                | Jangy Addy  | Jangy Addy | Jangy Addy |
| Prova                | Prestazione | Punti      | Pos.       |
| -------------------- | ----------- | ---------- | ---------- |
| 100 metri            | 10"76       | 915        | 5          |
| Salto in lungo       | 7,38 m      | 915        | 8          |
| Getto del peso       | 14,91 m     | 784        | 11         |
| Salto in alto        | 1,93 m      | 740        | 23         |
| 400 metri            | 48"51       | 885        | 8          |
| 110 metri ostacoli   | 14"31       | 935        | 10         |
| Lancio del disco     | 42,30 m     | 711        | 22         |
| Salto con l'asta     | 4,20 m      | 673        | 21         |
| Tiro del giavellotto | 52,50 m     | 626        | 20         |
| 1500 metri           | 5'12"22     | 491        | 25         |
| Totale               |             | 7665       | 20         |